# اچ‌ام‌ای‌اس بلک اسنیک
اچ‌ام‌ای‌اس بلک اسنیک (به انگلیسی: HMAS Black Snake) یک کشتی است که طول آن ۶۶ فوت (۲۰ متر) می‌باشد. این کشتی  در سال ۱۹۴۴ ساخته شد.